# Blackdown Rings
Blackdown Rings är ett slott i Storbritannien.   Det ligger i grevskapet Devon och riksdelen England, i den södra delen av landet, 290 km sydväst om huvudstaden London. Blackdown Rings ligger 194 meter över havet.
Terrängen runt Blackdown Rings är huvudsakligen platt, men åt nordväst är den kuperad. Blackdown Rings ligger uppe på en höjd.Runt Blackdown Rings är det ganska tätbefolkat, med 93 invånare per kvadratkilometer. Närmaste större samhälle är Paignton, 18,8 km nordost om Blackdown Rings. Trakten runt Blackdown Rings består i huvudsak av gräsmarker.